# Slips (frostskada)
Slips är en frostskada som kan uppstå på äpplen. Skadan syns i skalet som längsgående streck, så kallade slipsar, från stjälken ner mot flugan.